# Maximilian Baillet von Latour

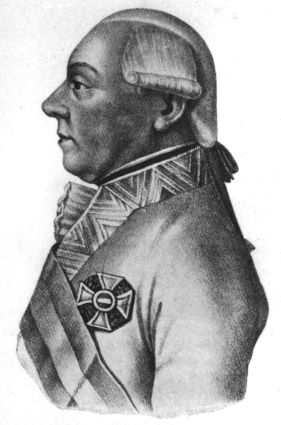
Maximilian Baillet von Latour.

Maximilian Anton Karl Baillet von Latour, född den 14 december 1737, död den 22 juli 1806, var en österrikisk greve och militär, far till Theodor Baillet von Latour.
von Latour spelade en framträdande roll i Nederländernas försvar under franska revolutionskrigen och besegrade Jean-Charles Pichegru i slaget vid Frankenthal 1795. Han slutade som general av kavalleriet och blev president i hovkrigsrådet blev 1806. Latour övertog 1796 Wurmsers befäl vid Rhen och förde överbefälet där från början av 1797 till fredsslutet i Campo Formio (17 oktober samma år).